# Balta hebardi
Balta hebardi är en kackerlacksart som beskrevs av Karlis Princis 1969. Balta hebardi ingår i släktet Balta och familjen småkackerlackor. Inga underarter finns listade.